# Go Fish - Segui il pesce
Go Fish - Segui il pesce (Go Fish) è un film scritto e diretto da Rose Troche.

## Trama
Chicago. Max è una giovane lesbica single in cerca di una storia d'amore. Le amiche con cui divide l'appartamento Kia ed Evy, si uniscono a Daria nel tentativo di far nascere una relazione tra Max e la timida Ely.

## Distribuzione
Il film è stato presentato in anteprima al Sundance Film Festival nel 1994 ed è stato il primo film a essere venduto a un distributore, Samuel Goldwyn, durante quell'evento per 450.000 dollari. Il film è uscito durante il mese del gay pride nel giugno 1994 e alla fine ha incassato 2,4 milioni di dollari. Go Fish ha dimostrato la commerciabilità dei problemi lesbici per l'industria cinematografica.

## Accoglienza
Secondo il sito Siff, il film è una commedia alla moda e a basso budget che celebra la cultura lesbica a tutti i livelli e ha lanciato le carriere della regista Rose Troche e dell'atrice Guinevere Turner.

## Riconoscimenti
- 1994 - Sundance Film Festival
  - Candidatura al Gran Premio della Giuria[4]
- 1994 - Festival internazionale del cinema di Berlino
  - Teddy Award al miglior lungometraggio
- 1994 - Festival del cinema americano di Deauville
  - Premio del pubblico
  - Candidatura al premio della critica
- 1994 - The Gotham Awards
  - Open Palm Award[5]
- 1995 - Film Independent Spirit Awards
  - Candidatura alla miglior attrice non protagonista a V.S. Brodie
- 1995 - GLAAD Media Awards
  - Miglior film
- 1995 - Political Film Society
  - Candidatura al PFS Award